# 冯焌光
冯焌光，广东人，清朝政治人物。
冯焌光曾于1874年接替沈秉成任苏松道道员一职，1877年由刘瑞芬接任。
著有 “西行日记”， 于光绪辛已孟冬 刊于上海。